# Снежковский сельский совет (Бурынский район)
Снежковский сельский совет (укр. Сніжківська сільська рада) — входит в состав
Бурынского района
Сумской области
Украины.
Административный центр сельского совета находится в 
с. Снежки
.

## Населённые пункты совета
- с. Снежки
- с. Вишневый Яр
- с. Молодовка
- с. Пасевины